# Коїмбрська група

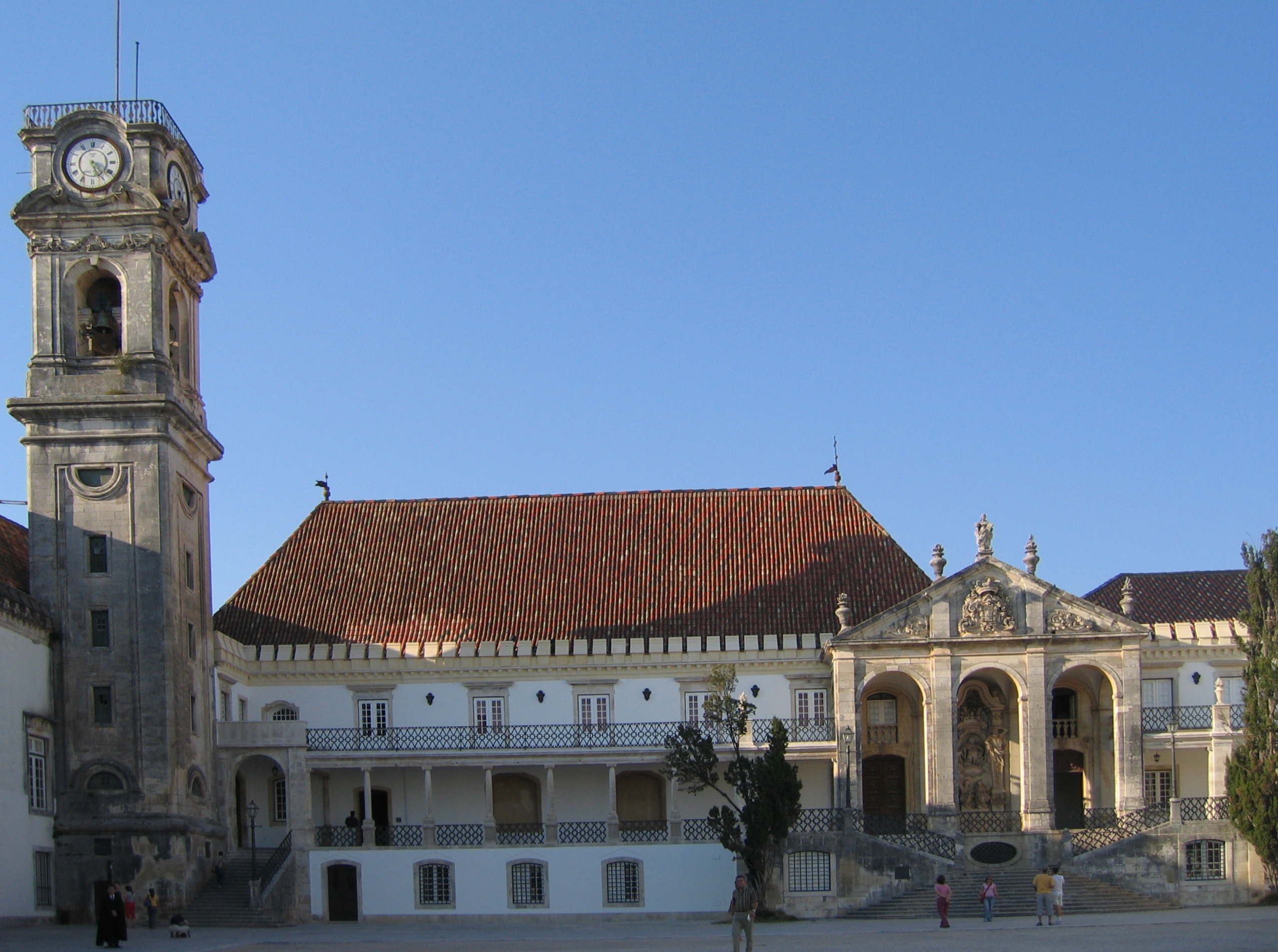
Коїмбрський університет

Коїмбрська група — об'єднання 37 європейських університетів, створене в 1985 році для розвитку зв'язків та координації навчального процесу в руслі спільноєвропейської освітньої політики між найстарішими та найвпливовішими університетами Європи. Коїмбрська група розпочала свою діяльність у 1987 році. Назва групи походить від Коїмбрського університету в Португалії, який в рік створення групи (1985) відзначив своє 700-річчя. Штаб-квартира організації розташована в Брюсселі.
Щороку проводиться генеральна асамблея ректорів університетів членів групи.

## Університети— члени групи
| Австрія - Грацький університет [Архівовано 20 жовтня 2010 у Wayback Machine.] Бельгія - Левенський католицький університет (обидва університети, нідерландськомовний [Архівовано 3 травня 2009 у Wayback Machine.] і франкомовний [Архівовано 16 березня 2011 у Wayback Machine.]) Чехія - Карлів університет [Архівовано 29 жовтня 2007 у Wayback Machine.], Данія - Оргуський університет [Архівовано 7 жовтня 2020 у Wayback Machine.] Естонія - Тартуський університет [Архівовано 6 січня 2019 у Wayback Machine.], Фінляндія - Академія Або (шведськомовний [Архівовано 16 січня 2006 у Wayback Machine.]) - Університет Турку (фінськомовний [Архівовано 19 січня 2016 у Wayback Machine.]) Франція - Університет Монпельє - Університет Пуатьє [Архівовано 28 січня 1997 у Wayback Machine.] Німеччина - Геттінгенський університет [Архівовано 24 лютого 2011 у Wayback Machine.] - Гейдельберзький університет Рупрехта-Карла [Архівовано 19 серпня 2006 у Wayback Machine.] - Єнський університет імені Фрідріха Шиллера [Архівовано 29 вересня 2020 у Wayback Machine.] - Кельнський университет - Вюрцбурзький університет [Архівовано 26 липня 2011 у Wayback Machine.] Угорщина - Будапештський університет [Архівовано 10 жовтня 2011 у Wayback Machine.] Ірландія - Ірландський національний університет (Голуей) [Архівовано 2 квітня 2022 у Wayback Machine.] - Дублінський університет (Триніті Коледж) [Архівовано 13 грудня 2007 у Wayback Machine.] |  | Італія - Болонський університет [Архівовано 19 травня 2005 у Wayback Machine.] - Падуанський університет [Архівовано 22 липня 2011 у Wayback Machine.] - Павійський університет [Архівовано 13 вересня 2015 у Wayback Machine.] - Сієнський університет [Архівовано 2 квітня 2022 у Wayback Machine.] Нідерланди - Гронінгенський університет [Архівовано 30 листопада 2012 у Wayback Machine.] - Лейденський університет [Архівовано 7 січня 1997 у Wayback Machine.] Норвегія - Бергенський університет [Архівовано 27 грудня 2008 у Wayback Machine.] Польща - Яґеллонський університет [Архівовано 9 лютого 2021 у Wayback Machine.] Португалія - Коїмбрський університет Румунія - Ясський університет [Архівовано 23 травня 2019 у Wayback Machine.] Іспанія - Барселонський університет [Архівовано 27 березня 2022 у Wayback Machine.] - Гранадський університет [Архівовано 2 квітня 2022 у Wayback Machine.] - Університет Саламанки [Архівовано 7 квітня 2010 у Wayback Machine.] Швеція - Уппсальський університет [Архівовано 31 січня 2008 у Wayback Machine.] Швейцарія - Женевський університет [Архівовано 22 квітня 2011 у Wayback Machine.] Велика Британія - Бристольський університет [Архівовано 10 липня 2018 у Wayback Machine.] - Единбурзький університет [Архівовано 13 листопада 2006 у Wayback Machine.] |